# Destur-Partei

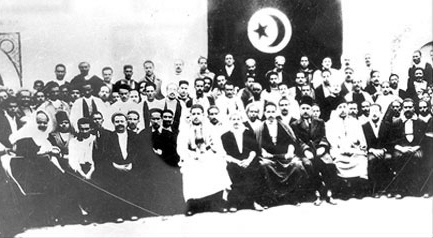
Delegierte beim Kongress der Destur-Partei in Ksar Hellal

Die Destur-Partei (französisch Destour; arabisch الحزب الحر الدستوري, DMG al-Ḥizb al-ḥurr ad-dustūrī) war eine tunesische politische Partei, die am 4. Juni 1920 von der einheimischen Führungsschicht während der französischen Protektoratszeit gegründet wurde.
Das Ziel der Partei war es, die Befreiung der ehemaligen osmanischen Provinz Tunesien von der französischen Kolonial-Kontrolle zu erreichen.
Der Parteiname Destur wird gewöhnlich mit „Konstitutionalismus“' übersetzt, der ein politisches Programm der Partei war. Der Begriff ist wahrscheinlich persischer Herkunft – überliefert durch die Anwesenheit von türkischen Machthabern in Nordafrika vom Mittelalter bis ins 19. Jahrhundert. Es gibt keine Überlieferung dieses Wortes aus der arabischen Periode – während der prä-islamischen Periode – weder im Koran noch in den Hadithen noch in der arabischen Literatur während der Zeit vor der Osmanenherrschaft in Ägypten und Tunesien. In der kurdischen Sprache Kurmandschi bedeutet das Wort destûr „Erlaubnis“.
Die Partei spaltete sich im Jahre 1934. Aus dem modernistisch-laizistischen Flügel entstand die Neo-Destur-Partei, die sich für eine Trennung zwischen Staat und Religion einsetzte. Im Jahr 1964 wurden Destur-Partei und Neo-Destur-Partei in der Einheitspartei Sozialistische Destur Partei des Präsidenten Habib Bourguiba neu organisiert.

## Gründungsmitglieder
- Ahmed Taoufik El Madani
- Ahmed Essafi
- Salah Farhat
- Ali Kahia
- Mohieddine Klibi
- Hamouda Mestiri
- Ahmed Sakka
- Abdelaziz Thâalbi
- Habib Zouiten
- Salih Ben Yahia